# Shaul Yahalom
Shaul Yahalom (en hébreu : שאול יהלום) est un ancien homme politique israélien, né le 27 septembre 1947 à Tel Aviv, alors en Palestine mandataire. Membre du Parti national religieux, il est député à la Knesset de 1992 à 2006 et ministre des Transports et de la Sécurité routière (en) de 1998 à 1999.

## Biographie
Né à Tel Aviv en Palestine mandataire, Yahalom étudie l'éducation et l'économie à l'université Bar-Ilan, où il obtient une licence, avant de devenir journaliste. Il devient finalement membre du comité de direction du journal sioniste religieux HaTzofe.
Yahalom est secrétaire politique du Parti national religieux de 1987 à 1995. Il est d'abord élu à la Knesset aux élections de 1992. En 1998, il est nommé ministre des Transports et de la Sécurité routière (en). Il perd son siège de député aux élections législatives de 2006, où son parti n'obtient que trois sièges.
Il est marié et père de quatre enfants.